# Villiers-le-Sec, Haute-Marne
Villiers-le-Sec, Haute-Marne là một xã thuộc tỉnh Haute-Marne trong vùng Grand Est đông bắc nước Pháp. Xã này nằm ở khu vực có độ cao trung bình 290 mét trên mực nước biển.